# Moacir Amâncio
Moacir Aparecido Amâncio (Pinhal, 1949 ) é um jornalista, ensaísta, tradutor e poeta e professor universitário brasileiro. É especialista em Língua Hebraica, Literatura e Cultura Judaica.

## Biografia
Nasceu em Pinhal, São Paulo, em 1949.

### Carreira Acadêmica
Graduou-se em 1975 no curso de Comunicação Social da Faculdade de Comunicação Social Casper Líbero. Seu doutoramento foi em Língua Hebraica, LIteratura e Cultura Judaica pela Universidade de São Paulo. Sua tese Dois Palhaços e uma Alcachofra - uma leitura do romance 'A Ressurreição de Adam Stein', de Yoram Kaniuk foi defendida em 2001 sob orientação de Nancy Rozenchan. Atualmente é professor titular do Departamento de Letras Orientais da Universidade de São Paulo.

### Atuação
Colaborou com artigos e ensaios em diversos periódicos, como a Shalom, Visão, Gazeta Mercantil, O Globo, Diário Commercio e Indústria e Folha de S. Paulo. Foi réporter correspondente de Israel, redator e editor do jornal O Estado de S. Paulo. Atuou como presidente da Editora Humanitas.

## Prêmios
Recebeu o Prêmio Jabuti de Poesia pela obra "Do objeto útil", em 1993.

## Obras
Tem importantes traduções de prosa e poesia hebraica. Como “Sumri”, de Amós Oz, “Badenheim”, de Aharon Appelfeld, “Carta a Fernando Pessoa”, de Ronny Someck, “Terra e Paz”, de Yehuda Amichai, entre outros. Traduziu o Talmud, um dos mais importantes textos da história da humanidade, para o português.
Sua produção literária iniciou-se a partir da publicação de contos e novelas experimentais, somente mais tarde ele se incliou mais à poesia.

### Seleção de publicações
- “Do objeto útil” (poemas).[3]
- “Figuras na sala” (poemas).[3]
- “O olho do canário” (poemas).[3]
- “Colores siguientes” (poemas).[3]
- “Kelipat Batsal” (poemas).[3]
- “Contar a romã” (poemas).[3]
- “Óbvio” (poemas).[3]
- “Ata” (poemas).[3]
- “Matula” (poemas).[3]
- Câmara Escura (poemas).[7]